# 和尚洲溪墘
和尚洲溪墘，原稱溪墘，是新北市蘆洲區的一個地名，位於該區東南部，範圍大致包括溪墘里、樹德里、仁義里、得仁里、恒德里、仁復里、民和里、得勝里、仁德里。

## 歷史
台灣清治末期至日治前期，和尚洲溪墘地區為一街庄，稱為「溪墘庄」，隸屬於芝蘭二堡。該庄北與樓仔厝庄為鄰，東南與三重埔庄為鄰，西南邊二重埔庄、更藔庄，西北邊為中路庄。
1901年（日治明治三十四年）11月，該庄隸屬於臺北廳，編入第十四區。1906年（明治三十九年）1月，第十四區改名「和尚洲區」。1920年（大正九年），該庄改制並改名為「和尚洲溪墘」大字，隸屬於臺北州新莊郡鷺洲庄。
戰後鷺洲庄改制為鷺洲鄉，隸屬於臺北縣，大字亦改制為村。1947年，三重、蘆洲分治，該地區更名蘆洲鄉。1998年，蘆洲鄉升格為蘆洲市，村亦改制為里。2010年12月，因應臺北縣升格為新北市，蘆洲市改制為蘆洲區。

## 交通
台北捷運中和新蘆線經過和尚洲溪墘地區中部偏東北，並設有徐匯中學站，隣近居民可由此路線及相關路網快速前往大台北地區各地，或至台北車站轉搭高鐵、台鐵或客運前往全台各地。
縣道103號（三民路）亦經過本地區，往西北轉北可前往五股、八里，往東南可前往三重。縣道103甲（集賢路）以本地區為端點，往東北轉東南經重陽橋可進入社子地區。

## 學校
- 徐匯中學